# نيكوس كالتساس
نيكوس كالتساس (باليونانية: Νίκος Καλτσάς)‏ (3 مايو 1990 بفيريا في اليونان - ) هو لاعب كرة قدم يوناني في مركز الهجوم. شارك مع منتخب اليونان تحت 19 سنة لكرة القدم ومنتخب اليونان تحت 21 سنة لكرة القدم. أما مع النوادي، فقد لعب مع باناثينايكوس وVeria F.C. ‏.

## وصلات خارجية
- نيكوس كالتساس على موقع قاعدة بيانات كرة القدم.إي يو (الإنجليزية)
- نيكوس كالتساس على موقع Soccerway.com (الإنجليزية)
- نيكوس كالتساس على موقع عالم كرة القدم.نت (الإنجليزية)